# Stafdolk

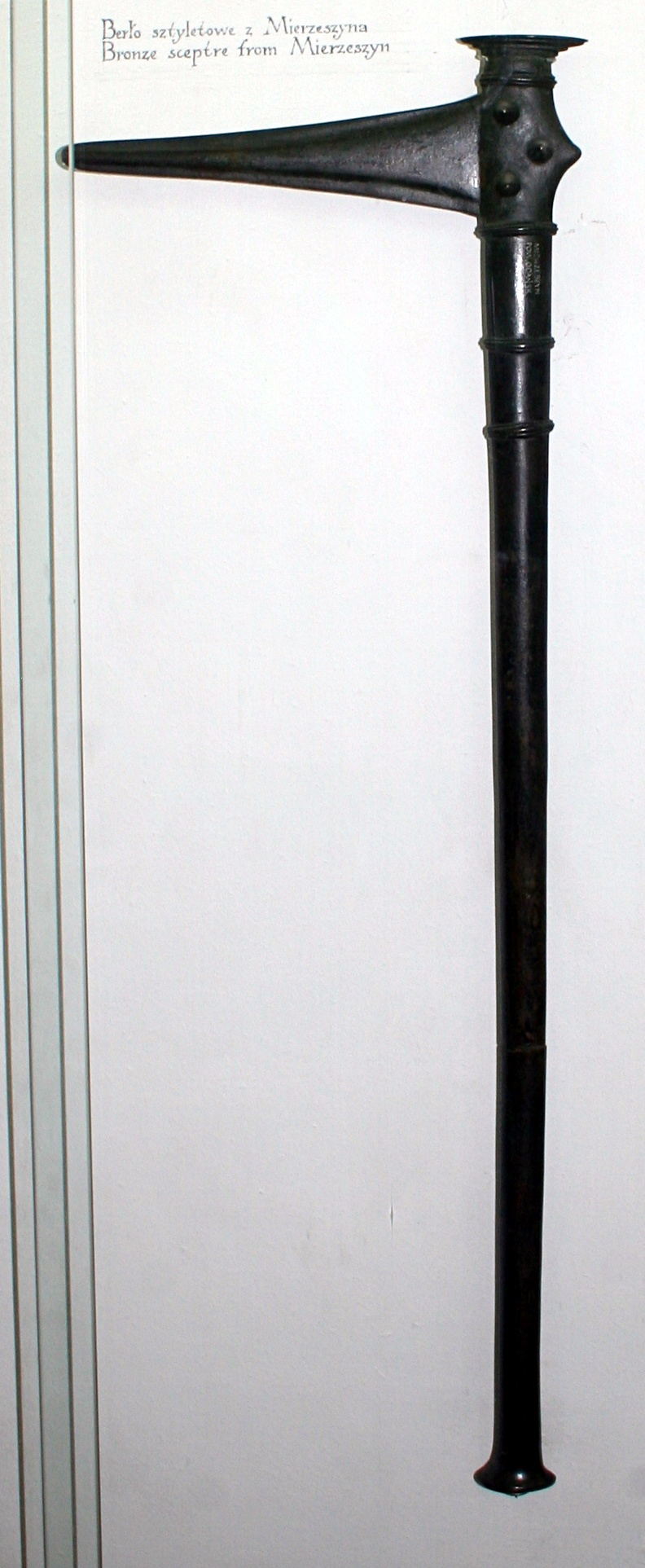
stafdolk uit Mierzeszyn, Polen; in de beschrijving een scepter genoemd

Een stafdolk (Duits: Stabdolch) is een gedurende de Europese bronstijd wijd verspreid voorkomend object bestaande uit een dolkvormig lemmet uit koper of brons dat haaks bevestigd is aan een houten of aangegoten metalen staf. Oppervlakkig lijken ze hierdoor op middeleeuwse hellebaarden, waar ze echter niet aan  verwant zijn.
Stafdolken komen van de vroege tot de late bronstijd in Europa voor, verdwijnen echter aan het begin van de ijzertijd.

## Beschrijving
Het uit Noord-Europa bekende oertype is meest 20-24 cm lang, aan zijn brede kant 5-8 cm breed, en aan zijn smalle kant 1-3 cm breed en sterk afgerond. De dikte van het lemmet bedraagt ongeveer 1 cm. De staf, voor zover gevonden, is zo'n 1,5 m lang. Bij de bevestiging aan de staf bevinden zich drie sterk uitstekende nagels. Soms zijn aan de schacht en de kop versieringen aangebracht, welke regionaal verschillen.
Restanten van houten staven zijn bekend uit Ierland (Carn, Co. Mayo, eikenhout) en recent ook uit Duitsland. De Duitse vondsten bestaan uit taxushout, waarvan bekend is dat het ook bij de latere Germanen een magische betekenis had. Opmerkelijk genoeg werd hiervoor niet het kernhout gebruikt, dat voor wapens wezenlijk geschikter zou zijn.

## Verspreiding
Stafdolken zijn gevonden over een groot deel van Europa, van Polen tot Spanje, vaak als depotvondsten in water.
Een oorsprong in Ierland rond 2300 v.Chr. werd voorgesteld, maar recenter werden nog oudere vondsten uit Duitsland en de Karpaten beschreven.
Als mogelijke voorgangers van de bronzen stafdolk zijn in Denemarken vuurstenen stafdolken van de neolithische trechterbekercultuur gevonden. Als deze inderdaad een vroege vorm van stafdolk vertegenwoordigen zou deze zich vanuit het noorden naar Midden-Europa en uiteindelijk West- en Zuid-Europa verspreid hebben. Ook het later veelvuldig voorkomen van bronzen stafdolken in Denemarken en Noord-Duitsland zou een oorsprong in dit gebied suggereren. Of het echter werkelijk om een traditie gaat die van het neolithicum tot in de bronstijd reikte is zeer onzeker. Ook in vorm zijn er verschillen tussen de vuurstenen en metalen vormen.
Vondsten zijn geconcentreerd in het gebied van de Úněticecultuur in Midden-Duitsland en de westelijke Oostzeekust, alsook in het zuidoosten van Spanje, Schotland en Ierland. Verder vindt men ze verspreid over een groot deel van Europa, onder andere in Frankrijk, Slovenië en Hongarije, in de Karpaten en Centraal-Italië. Rotstekeningen bij de Mont Bégo in de Ligurische Alpen en Val Camonica tonen nog andere typen die niet uit bodemvondsten bekend zijn. Sommige vondsten werden met C14-datering aan de Remedellocultuur in de westelijke Povlakte toegeschreven.
Uit de Zuid-Spaanse El Argarcultuur (2200-1500 v.Chr.) is een graf bekend van een man die met een stafdolk in de hand begraven werd. De Standbeeld-menhir van Valdefuentes de Sangusin in Spanje draagt een zwaard en een stafdolk. Ook een stele van Arco aan het Gardameer vertoont dolken en stafdolken. In de Menhir van Weilheim bij Tübingen, behorend tot de Neckarcultuur, zijn vijf stafdolken gebeiteld. 
Buiten Europa zijn rotstekeningen gevonden bij Oukaïmeden in Marokko. In de Turpanlaagte in het huidige westen van China werd bij Yanghai een stafdolk gevonden die tot de 11e eeuw v.Chr. gedateerd werd. 
Al deze vondsten duiden op een gemeenschappelijk cultureel fenomeen, dat zich vanaf de vroege bronstijd van de westelijke Oostzeekust over een groot deel van Europa verspreidde. Met het begin van de Hallstattperiode en de vroege ijzertijd in Europa eindigt rond 800 v.Chr. de plaatsing van stafdolken in depots.

## Wapen of ritueel symbool

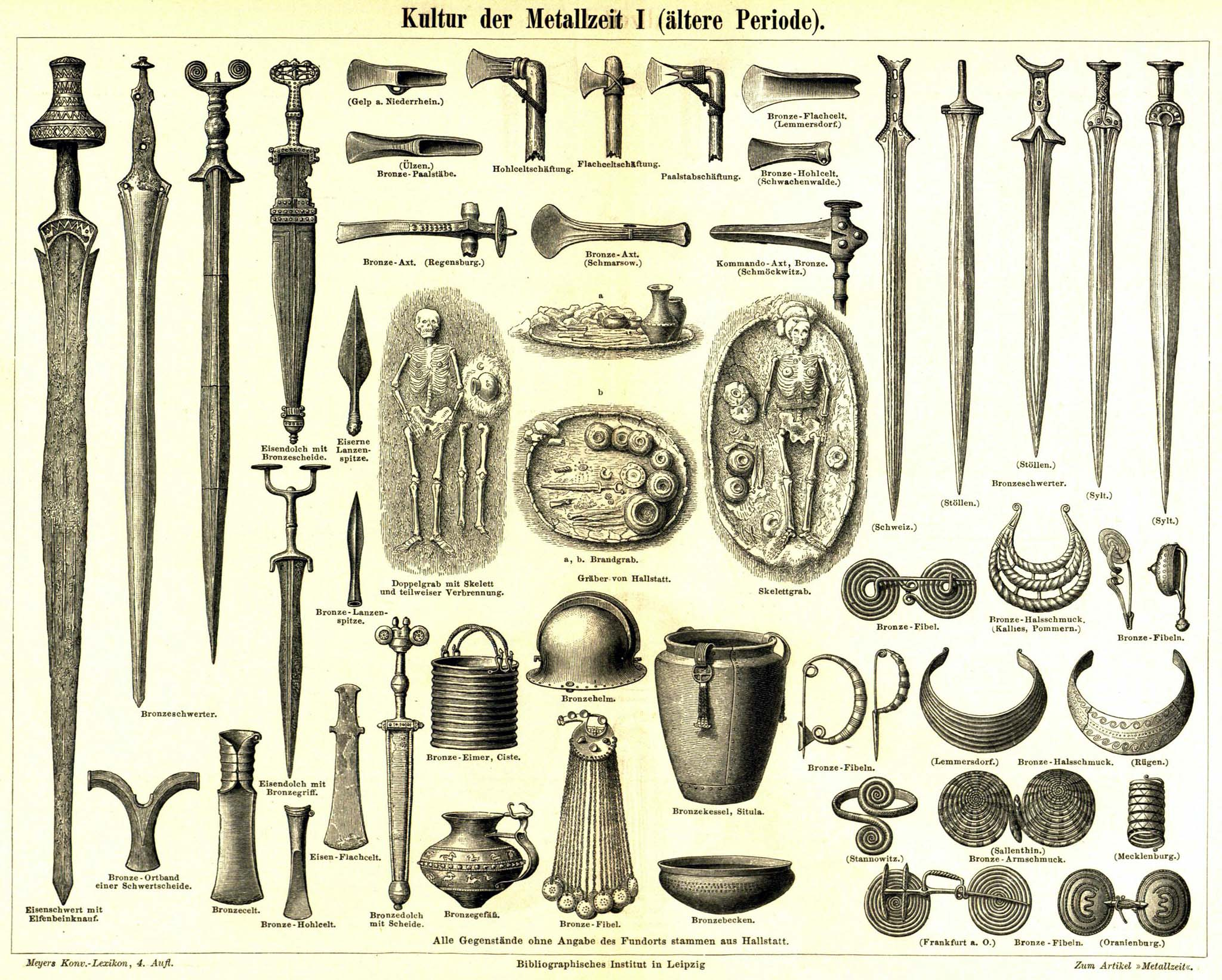
in Meyers Konversations-Lexikon wordt het een Kommando-axt genoemd

Over de functie van stafdolken bestaan verschillende theorieën.
Volgens sommigen zou het een combinatie van een steek- en houwwapen zijn, specifiek ontworpen om de tegenstander de schedel in te slaan. Enigszins erop lijkende wapens vindt men in verschillende Oost-Aziatische culturen, maar die zijn echter duidelijk scherper en spitser. Een voorbeeld is de Chinese gē.
De opmerkelijke vormgeving van veel exemplaren en de vaak ontbrekende structurele stabiliteit sluiten een gebruik als wapen echter uit. Waarschijnlijker is dat de objecten rangtekens of statussymbolen van de elite zijn.
Voor de stafdolk als cultusvoorwerp spreekt de duidelijk afgeronde punt en het ontbreken van een scherpe snede. Er zijn geen sporen gevonden van een na het gieten noodzakelijk scherp maken van de kling. Ook de opvallende decoraties spreken eerder voor een ritueel voorwerp. Sommige vondsten vertonen een klein platform aan de kop, welk voor een wapen overbodig zou zijn. Naar mening van sommige wetenschappers zijn de stafdolken als wapen niet zinvol te gebruiken, en kan dat niet de reden zijn dat ze gemaakt werden. Ook de vele rotstekeningen van stafdolken suggereren eerder een functie als rangteken of cultusvoorwerp.
Bij depotvondsten ziet men vaak een paarwijze plaatsing, wat ook op een rituele achtergrond duidt. In veel gevallen, hoewel zeker niet algemeen, is de staaf gebroken of gebogen. Dit kan betekenen dat de stafdolken ritueel "gedood" moesten worden om hun eigenaar in het dodenrijk te volgen. Waarom dit soms wel en soms niet gebeurde is niet duidelijk. Sommige stafdolken werden van een nieuwe steel voorzien en naar het schijnt aan de nieuwe generatie doorgegeven.
Er zijn ook wetenschappers die een combinatie van wapen en ritueel voorwerp als mogelijkheid zien. Volgens hen is de eventuele symbolische waarde niet los te zien van de oorspronkelijke functie als dodelijk wapen. Een dergelijke ontwikkeling kan men ook zien bij de scepter.
Een eventueel praktisch nut als werktuig is nog door niemand voorgesteld.